# Théodore Tronchin
Théodore Tronchin (ur. 24 maja 1709 w Genewie, zm. 30 listopada 1781 w Paryżu) – lekarz pochodzący z Genewy, propagator szczepień ochronnych przeciw ospie, współtwórca Encyklopedii Francuskiej.

## Życiorys
Théodore Tronchin pochodził ze starej rodziny z Arles, spokrewnionej ze znakomitymi rodami Prowansji. Jego przodek Rémi Tronchin był oficerem kawalerii w służbie Henryka IV, króla Francji, dołączył do zwolenników Reformacji i schronił się w Genewie. 
Ojciec Theodore’a, Jean-Robert Tronchin (1670–1730), był jednym z najbogatszych bankierów w Genewie i Lyonie, członkiem Rady Deux-Cents w Genewie. Matka, Angélique Calandrini (1692–1715), pochodziła z patrycjuszowskiej rodziny z toskańskiego miasta Lukka i zmarła w młodym wieku.

## Lata szkolne i studia
Teodor ukończył w Genewie szkołę podstawową, a następnie został przyjęty do założonej przez Kalwina Akademii Genewskiej. Ojciec Teodora chciał, aby syn poświęcił się karierze duchownej, co jednak nie odpowiadało młodemu człowiekowi. Majątek ojca przepadł w wyniku załamania się systemu finansowego stworzonego przez Johna Lawa.
W szesnastym roku życia Tronchin został wysłany pod opiekę Lorda Bolingbrooka do Anglii. Ten mąż stanu pokierował przebiegiem studiów Tronchina i umożliwił mu kontakty z wieloma naukowcami. W tym czasie Tronchin zdecydował się na karierę w zakresie medycyny i rozpoczął studia na Uniwersytecie w Cambridge. Jego pierwszym nauczycielem był dr Richard Mead, lekarz Jerzego II, króla Wielkiej Brytanii. Lektura dzieł Hermana Boerhaave’a tak go zafascynowała, że w roku 1729 opuścił Anglię i udał się do Holandii, gdzie w Amsterdamie mieszkali przedstawiciele jednej z gałęzi jego rodziny. Tronchin wstąpił na Uniwersytet w Lejdzie, w którym Boerhaave był szefem katedry medycyny, botaniki i chemii, aby osobiście poznać i studiować u tego mistrza. W Lejdzie także poznał się z Kawalerem de Jaucourt, przyszłym współtwórcą Encyklopedii Francuskiej.

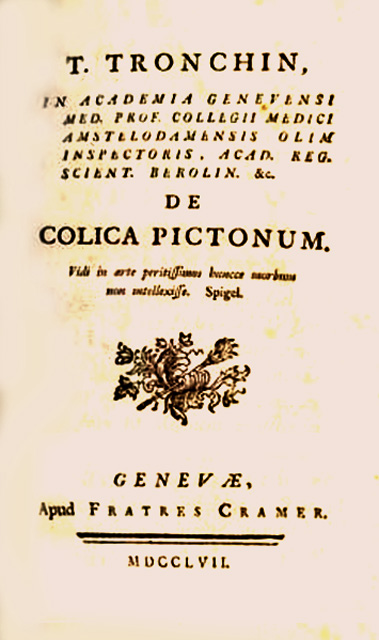
Praca Tronchina Colica pictonum ukazała się w 1757.

W 1730 roku otrzymał stopień doktora na podstawie prac w dziedzinie odpowiadającej współcześnie ginekologii. Został mianowany prezydentem wydziału medycznego i inspektorem szpitali. Poślubił wnuczkę Johana de Witta, wielkiego pensjonariusza Holandii. Do Genewy wrócił w 1754 roku, gdzie nadano mu tytuł honorowego profesora nauk medycznych .

## Praca zawodowa
Wielką zasługą Teodora Tronchin było propagowanie szczepień ochronnych przeciw ospie prawdziwej. Opublikował także w Encyklopedii Francuskiej dwa artykuły na temat szczepień. W 1756 roku zaszczepił przeciw ospie dzieci księcia Orleanu. W 1764 zaszczepił dzieci księcia Parmy.
O Tronchina zabiegały domy panujące i arystokracja europejska, m.in. władczyni Rosji Elżbieta Romanowa. Do Paryża przeniósł się w 1766 roku, gdzie został powołany przez księcia Orleanu na stanowisko swojego pierwszego lekarza . Decyzja ta została źle odebrana przez współziomków w Genewie i całej Szwajcarii.
Zaprzyjaźniony był z wieloma sławnymi osobistościami w dziedzinie filozofii i literatury, między innymi z Wolterem, Rousseau i Diderotem. Był nauczycielem szwajcarskiego lekarza Louisa Odier, zasłużonego dla rozpowszechnienia szczepień przeciw ospie prawdziwej.
Dr Tronchin przywiązywał dużo uwagi do propagowania zasad higieny i zdrowego trybu życia, dostępu świeżego powietrza, ruchu, niekrępujących ubrań.
Był przeciwko zamykaniu chorych w zamkniętych pomieszczeniach. Udoskonalił technikę szczepień. Dwie godziny każdego dnia przeznaczał na bezpłatne przyjmowanie chorych, takim pacjentom dawał często pieniądze na kupno lekarstw. Majątku na praktyce lekarskiej zatem nie zrobił, swoim dzieciom zostawił raczej skromną fortunę. Jego syn Théodore Tronchin (1582–1657), uczeń Teodora Bezy, stał się czołowym genewskim teologiem.

## Słynni pacjenci
- Jean le Rond d’Alembert[19]
- Kardynał de Bernis[19]
- Madame de Boufflers[19]
- Denis Diderot[20]
- Louise d’Épinay[21]
- Marszałek d’Estrées[19]
- Friedrich Melchior von Grimm[19]
- Madame Pompadour[19]
- Książę de Richelieu[19]
- Voltaire[22]

## Dorobek naukowy
Théodore Tronchin był członkiem czołowych uczelni medycznych w Europie. Największą uwagę poświęcał przede wszystkim praktyce lekarskiej. Zostawił też skromny dorobek opublikowanych prac naukowych.
- 1730 Dissertatio medica inauguralis De nympha, Edition: Lugduni Batavorum: Apud. Joh. Arnold. Langerak[23]
- 1757 De Colica Pictonum[f][24]
- 1762 Wprowadzenie do książki Guillaume’a de Baillou: Opera omnia[g][25].

Nie wiadomo, co stało się z większością napisanych przez niego prac klinicznych. Zachowała się jego korespondencja z innym lekarzem szwajcarskim, Samuelem Augustem Tissotem.